# わんぱく王国
わんぱく王国は大阪府阪南市山中渓にある市営の公園。和泉山脈の地形を生かした公園で、ローラーエクスプレスと呼ばれる全長200メートルのすべり台やわんぱく砦と呼ばれる展望塔が存在する。

## 概要
1995年、ふるさと創生事業により造成されたアスレチック公園。阪南町（現阪南市）は平成元年（1989年）度にふるさと創生事業検討委員会を設立。交付金の用途を市民に募集した結果、海や山に囲まれた阪南の自然を活用した人と人との交流をテーマとした自然公園を建設する事に決定した。それに基づき、交通の便や歴史的な街並みなどの条件を満たす場所を選定した結果、山中渓駅に近い同地が建設場所になった。
毎年春に公園内で「山中渓桜祭り」を開催している。

### 桜祭り
山中渓周辺は熊野街道（紀州街道）の沿線にあり、「泉州の奥座敷」と呼ばれた地域で、江戸時代以降、宿場町として熊野詣の参拝客で賑わっていた。昭和時代には温泉宿も開設され、山中渓温泉として中期頃まで栄えていたが、その後高速道路の開通や駅の無人化などで旅館の閉鎖が相次ぎ、平成に入り、最後の旅館も閉鎖された。
過疎化に危機感を抱いた住民は1974年頃から桜の植樹を開始し、2018年現在、約1000本が植樹されている。桜祭りは1990年に初開催。雨などの天候不良により一時中断となったが、2002年に以前の祭典を一新する形で再開。ステージショーや写真展などのイベントの開催や桜のライトアップなどを実施するようになった。イベントや桜の相乗効果により、来場者数は増え、2010年には約11,000人の来場者が訪れた。
2011年のダイヤ改正で紀州路快速の一部の電車が日根野駅 - 和歌山駅間各駅に停車するまで、祭りの当日に紀州路快速の一部の電車が山中渓駅に臨時停車していた。

## 施設

### ローラーエクスプレス
1995年の開園と同時に造られたすべり台。全長200メートルで最大傾斜は32度。山の中腹から斜面を滑り降りていく。
すべり台は2コース4本あり、そのうちの1本はディメトロドンと呼ばれる恐竜の口の中に突入する。ディメトロドンは体長21メートル（体重不明）。センサーが取り付けられており、突入する毎に吠える仕組みとなっている。

### わんぱく砦
公園の山頂にある木造3階建てのアスレチック型展望塔。
塔からは大阪湾や関西国際空港を一望することが出来る。

### その他の施設
園内にはその他にアスレチックコースの「ジャックの豆の木」や水遊びが出来る広場、4月から10月末まで利用できる有料で予約制のバーベキューコーナーなどがある。

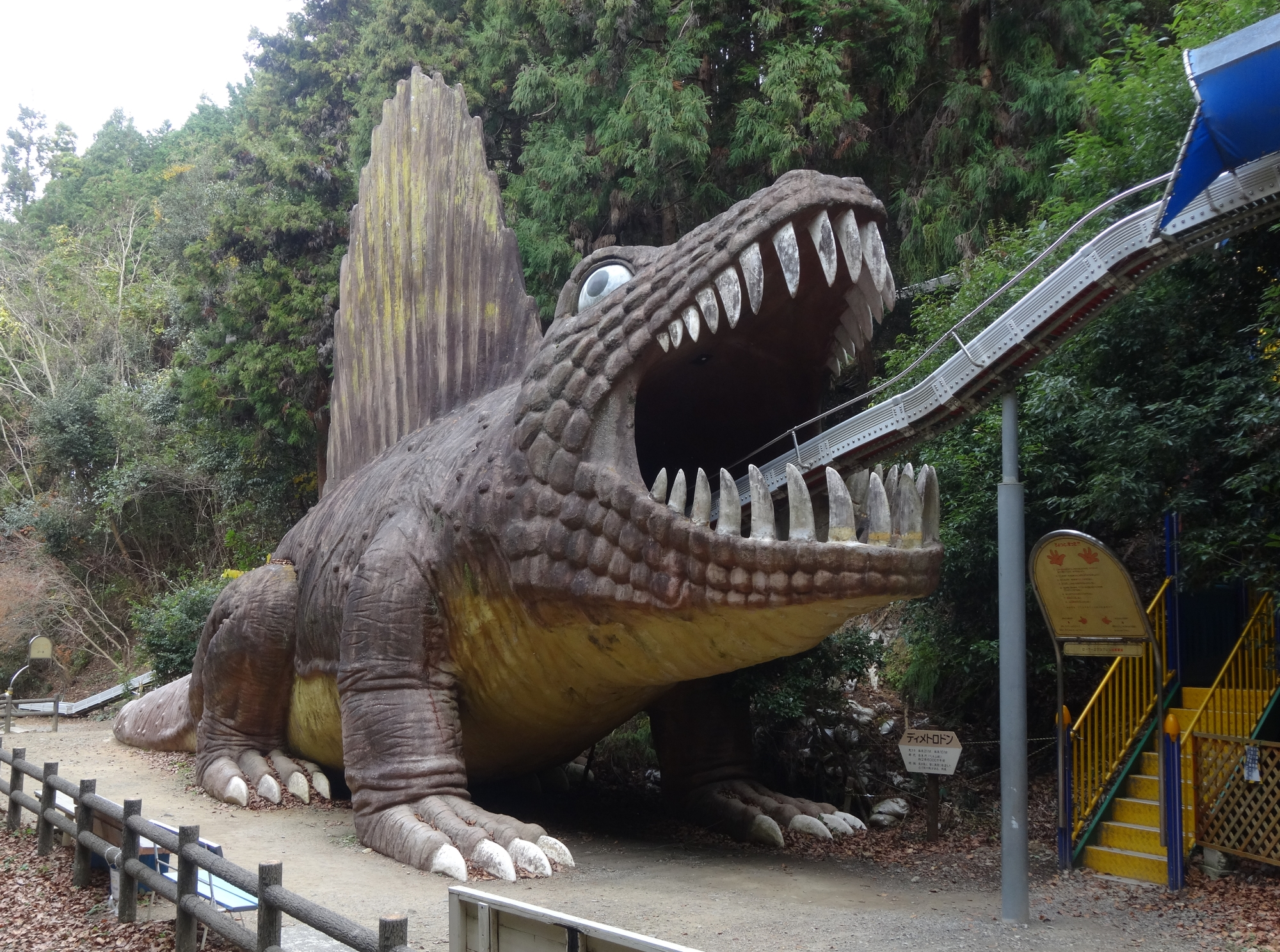
ローラーエクスプレスのディメトロドン
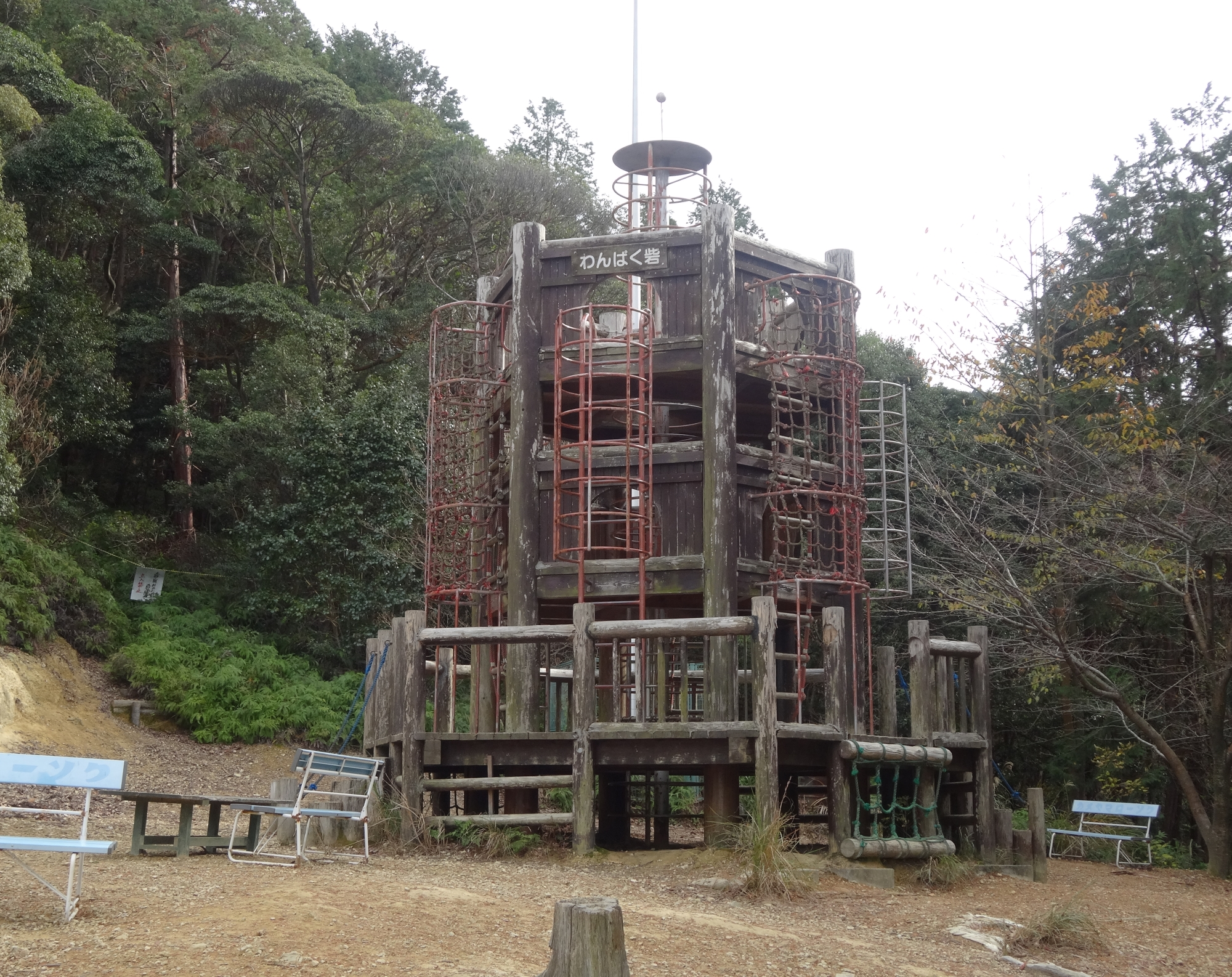
わんぱく砦
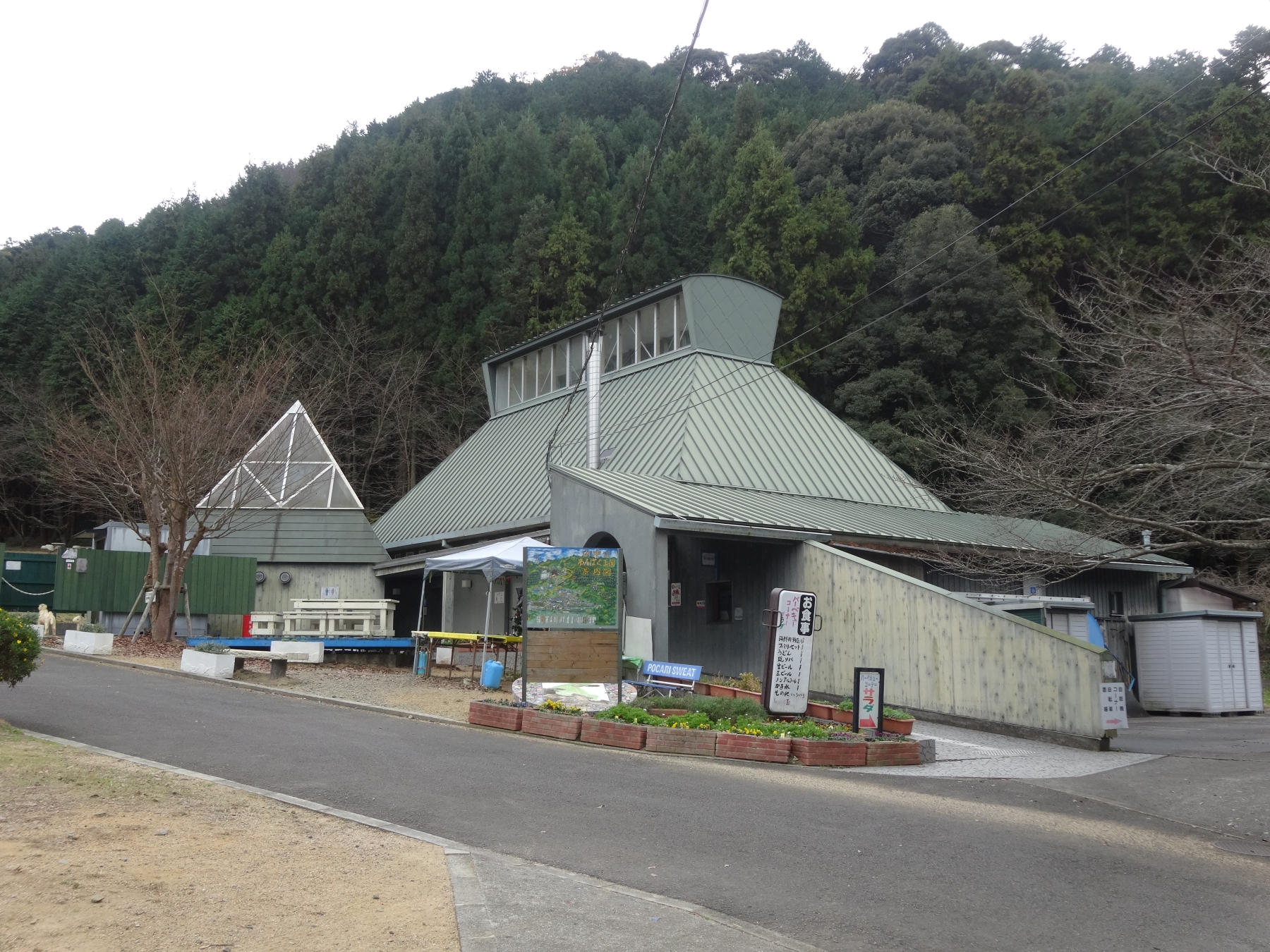
管理棟
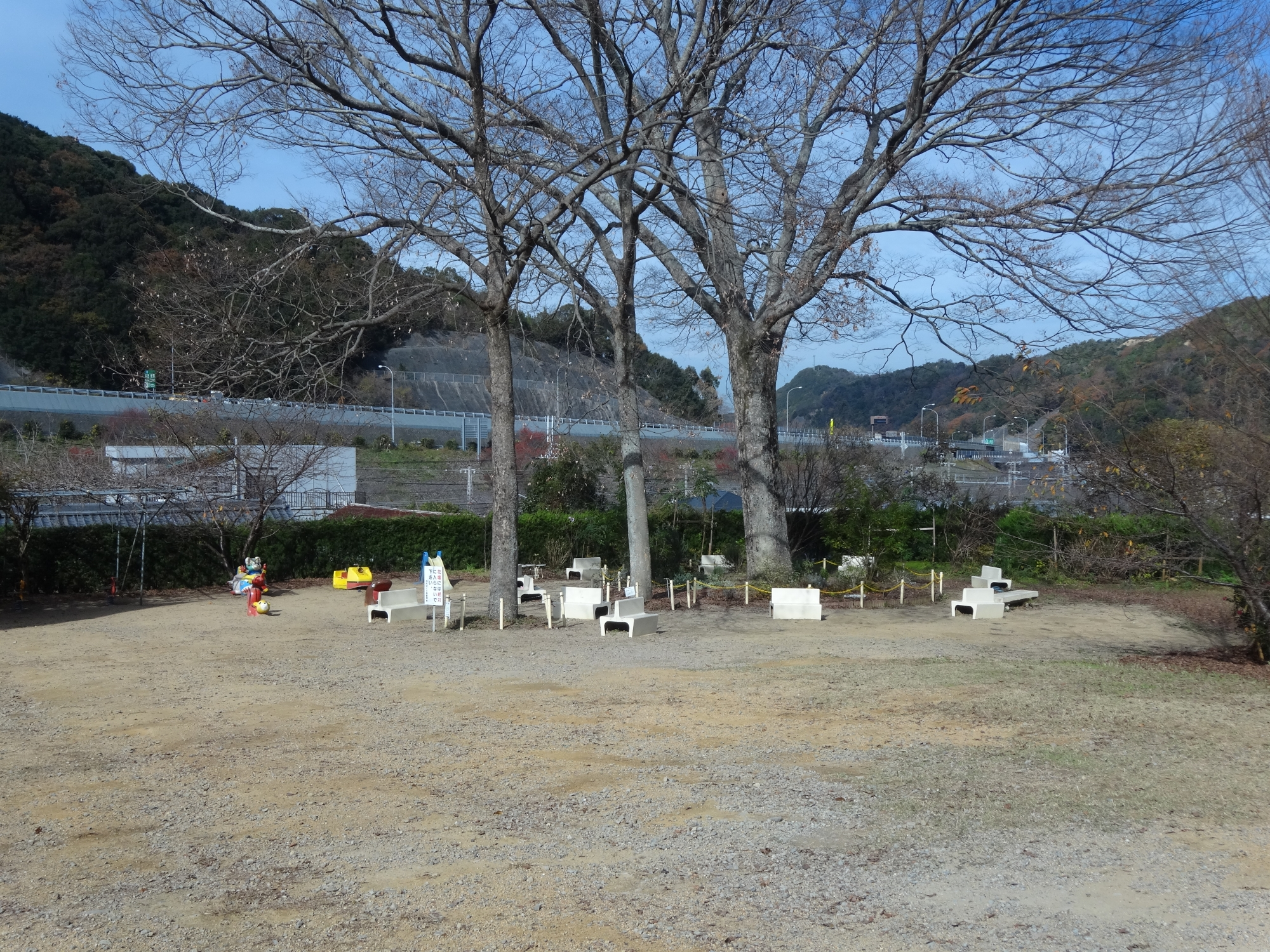
わんぱく広場
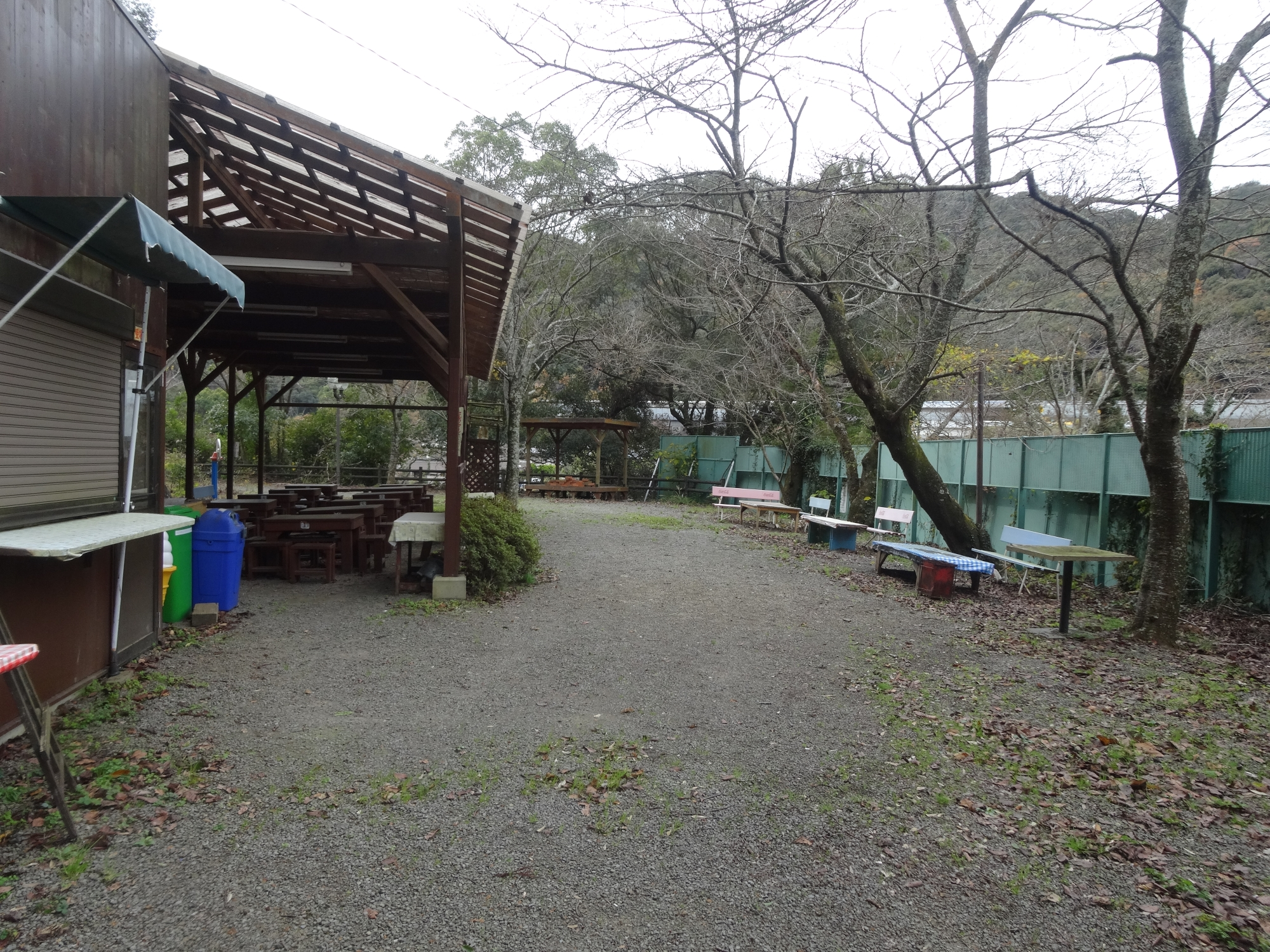
バーベキューコーナー

## 開園時間
- 9時30分～16時30分（5月1日から9月30日は17時まで）
- 毎月第3水曜日と年末年始（12月29日から1月3日）は休園。